# Loris Néry
Loris Néry est un footballeur français né le 5 février 1991 à Saint-Étienne dans la Loire. Il évolue en tant qu'arrière latéral.

## Biographie
Formé à l'AS Saint-Étienne, Loris Néry joue ses premiers matchs en pro lors de la saison 2010-2011 où il joue 14 matchs et est vu comme un futur grand espoir chez les Verts.
Le 8 février 2011, il est appelé en équipe de France espoirs pour un match amical contre la Slovaquie et entre en cours de jeu.
La saison suivante est plus difficile, Loris commence pourtant le championnat comme titulaire, avant de perdre sa place à cause du retour d'Albin Ebondo sur le côté droit et des très bonnes prestations de Faouzi Ghoulam sur le côté gauche. Il ne disputera en tout que 10 rencontres, dont un match de coupe, et songe alors à quitter Saint-Étienne.
N'entrant plus dans les plans de Christophe Galtier, il s'engage à la fin de la saison pour le Valenciennes FC contre une somme de 800 000 € environ. Après six saisons passées sous le maillot du VAFC il n'est pas prolongé à l'issue de la saison 2017-2018.

## Statistiques
| Saison                | Club                  | Championnat           | Championnat | Championnat | Coupe nationale | Coupe nationale | Coupe de la Ligue | Coupe de la Ligue | Total | Total |
| Saison                | Club                  | Division              | M.          | B.          | M.              | B.              | M.                | B.                | M.    | B.    |
| 2010-2011             | AS Saint-Étienne      | Ligue 1               | 14          | 0           | 1               | 0               | 3                 | 0                 | 18    | 0     |
| 2011-2012             | AS Saint-Étienne      | Ligue 1               | 9           | 0           | -               | -               | 1                 | 0                 | 10    | 0     |
| Sous-total            | Sous-total            | Sous-total            | 23          | 0           | 1               | 0               | 4                 | 0                 | 28    | 0     |
| 2012-2013             | Valenciennes FC       | Ligue 1               | 21          | 1           | 1               | 0               | 1                 | 0                 | 23    | 1     |
| 2013-2014             | Valenciennes FC       | Ligue 1               | 19          | 0           | 1               | 0               | -                 | -                 | 20    | 0     |
| 2014-2015             | Valenciennes FC       | Ligue 2               | 16          | 0           | 3               | 0               | 1                 | 0                 | 20    | 0     |
| 2015-2016             | Valenciennes FC       | Ligue 2               | 23          | 1           | 2               | 0               | 1                 | 0                 | 26    | 1     |
| 2016-2017             | Valenciennes FC       | Ligue 2               | 32          | 0           | 2               | 0               | 1                 | 0                 | 35    | 0     |
| 2017-2018             | Valenciennes FC       | Ligue 2               | 21          | 0           | 1               | 0               | 3                 | 0                 | 25    | 0     |
| 2018-2019             | AS Nancy-Lorraine     | Ligue 2               | 0           | 0           | 0               | 0               | 0                 | 0                 | 0     | 0     |
| Sous-total            | Sous-total            | Sous-total            | 132         | 2           | 10              | 0               | 7                 | 0                 | 149   | 2     |
| Total sur la carrière | Total sur la carrière | Total sur la carrière | 155         | 2           | 11              | 0               | 11                | 0                 | 177   | 2     |